# Tàu hải quân
Tàu hải quân  là tên gọi những tàu thủy được trang bị cho hải quân để thực hiện các nhiệm vụ chiến đấu và bảo đảm an toàn hàng hải.

## Phân loại
Tuỳ cách phân loại, tàu hải quân được chia làm nhiều loại, ứng với những tên gọi khác nhau. Cách định nghĩa và phân loại thay đổi theo thời kỳ, quốc gia và ngôn ngữ.

### Phân loại theo công dụng

#### Tàu chiến đấu
- Thiết giáp hạm: là một loại tàu quân sự có vũ khí tấn công chủ yếu bằng súng rất lớn, phòng ngự bằng giáp thép dày.
- Tàu khu trục: là loại tàu chiến mặt nước, có nhiều chức năng nhưng chủ yếu là chiến đấu với tàu chiến đối phương. Tàu khu trục thường được dùng để diệt tàu đổ bộ, tàu hộ vệ..., đánh chặn tàu khu trục, tàu ngầm, tàu tuần dương... của đối phương, hoặc để trinh sát, cảnh giới, chi viện hoả lực, thả thủy lôi... Tàu khu trục hiện đại có lượng choán nước 2.500 - 4.500 tấn (có kiểu đến 8.000 tấn), vận tốc đến 35 hải lý/h, tầm hoạt động 5.000 - 6.000 hải lý, trang bị vũ khí mạnh như tên lửa đối biển tầm xa, tên lửa phòng không, pháo đa năng, ngư lôi tự dẫn, tên lửa - ngư lôi, bom chìm..., có loại có thể mang theo máy bay trực thăng chiến đấu.
- Tàu phóng ngư lôi

#### Tàu bảo đảm
- Tàu phá mìn
- Tàu hộ vệ (còn gọi là tàu hộ tống) là loại tàu chiến mặt nước dùng để hộ tống, bảo vệ các tàu mặt nước, cảnh giới ven bờ, lối ra vào các cảng và căn cứ. Tàu nặng (lượng choán nước 600 - 3.000 tấn) chủ yếu dùng để bảo vệ các tàu mặt nước lớn như: tàu sân bay, tàu vận tải, tàu đổ bộ... khi hành quân trên biển và đậu ở những nơi trống trải. Tàu nhẹ (lượng choán nước đến 150 tấn) chủ yếu dùng để hộ tống tàu ngầm ra vào căn cứ, tàu vận tải ven bờ, cảnh giới các căn cứ và vùng ven bờ

#### Tàu đổ bộ
Là loại tàu chiến có kết cấu đặc biệt như có mớn nước nông (cạn) và cầu lên bờ...hoặc được trang bị các phương tiện đổ bộ, dùng để vận chuyển đổ bộ quân và các phương tiện chiến đấu như xe tăng, xe bọc thép, vũ khí, đạn dược...lên bờ. Tàu đổ bộ cũng được trang bị các phương tiện chiến đấu như tên lửa, pháo, rađa, thiết bị định vị thủy âm...để chi viện cho việc đổ bộ và tự vệ.

### Phân loại theo môi trường hoạt động

#### Tàu mặt nước
Một ví dụ cho tàu chiến mặt nước được gọi là tàu tuần dương hay (tuần dương hạm). Đây là tàu chiến loại lớn, có thể hoạt động dài ngày ở vùng biển xa, dùng để diệt các loại tàu mặt nước, đánh phá giao thông trên biển của đối phương, thả thủy lôi... Tàu tuần dương xuất hiện từ những năm 60 thế kỉ 19, có thể được bọc thép toàn bộ (hạng nặng) hay một phần (hạng nhẹ). Tàu tuần dương hiện đại có lượng choán nước đến 60 nghìn tấn, tốc độ đến 42 hải lý/h (78 km/h), trang bị vũ khí mạnh (tên lửa chiến lược mang đầu đạn hạt nhân, tên lửa đối biển, tên lửa phòng không, ngư lôi, pháo đa năng các cỡ...) và có thể mang cả trực thăng và thủy phi cơ chống ngầm.

#### Tàu ngầm
Xem thêm bài: tàu ngầm
Tàu ngầm quân sự dùng để diệt các mục tiêu dưới và trên mặt nước, trên mặt đất hoặc để trinh sát, đổ bộ các lực lượng đặc nhiệm...; có các loại tàu ngầm tên lửa, tàu ngầm phóng lôi...
Dựa theo nguồn năng lượng của thiết bị động lực, có thể chia ra: tàu ngầm chạy bằng điezen hay tàu ngầm nguyên tử.
Tàu ngầm nguyên tử hiện đại có lượng choán nước đến 20 nghìn tấn, có thể lặn sâu 300 - 610m; tốc độ chạy ngầm tới 35 hải lý/h (65 km/h), thời gian hoạt động liên tục dưới nước khoảng 100 ngày, lượng nhiên liệu nạp một lần có thể dùng được trong 10 năm (ứng với quãng đường 400 nghìn hải lý); được trang bị các loại tên lửa (đường đạn, có cánh...) mang đầu đạn hạt nhân, ngư lôi tự dẫn, tên lửa - ngư lôi, và trở thành một trong ba phương tiện tiến công chiến lược chủ yếu của quân đội nhiều nước.
Hoa Kỳ hiện có tàu ngầm nguyên tử OHIO mang tên lửa tầm xa Trident bắn xa 8.000 km. Nga có loại tàu ngầm nguyên tử Delta mang tên lửa tầm xa SSN - 18, SSN - 20....

### Phân loại theo các dấu hiệu khác

#### Năng lực đi biển
Tàu tuần dương
Tàu khu trục

#### Loại khác
Có loại tàu mặt nước, có nhiệm vụ tuần tra trong phạm vi biên giới, bảo vệ an ninh biên giới biển, chống xâm nhập trái phép, vượt biên trái phép, chống buôn lậu đường biển, bảo vệ hoạt động trên biển trong phạm vi biên giới biển của các ngành quốc gia...Thiết bị động lực là động cơ diêzen; được trang bị thiết bị liên lạc, trinh sát, dẫn đường; vũ khí gồm súng máy phòng không, đại liên, trọng liên... 
Về nguyên tắc, nó giống như một chiếc tàu chiến hải quân, nhưng nó do lực lượng biên phòng quản lý, nó hoạt động theo luật quốc gia và luật quốc tế trên biển nên được gọi là tàu biên phòng.